# Aira (Kagoshima)
Aira (姶良市 Aira-shi?) es una ciudad en la prefectura de Kagoshima, Japón, localizada al sur de la isla de Kyūshū. Se encuentra al oeste de Kirishima y al norte de Kagoshima. Al 29 de febrero de 2024, la ciudad tenía una población estimada de 77.948 habitantes, distribuidos en 38.338 hogares, y una densidad de población de 340 personas por km². La superficie total de la ciudad es de 231,25 km².

## Geografía
Aira se extiende aproximadamente 25 kilómetros de norte a sur y aproximadamente 24 kilómetros de este a oeste en la prefectura central de Kagoshima. Parte del lado sureste da a la bahía de Kagoshima. En el área que da a la bahía de Kagoshima, cuatro ríos fluyen desde el oeste: el río Oshikawa, el río Beppu, el río Amikake y el río Hikiyama. Las llanuras aluviales de estos ríos se unen para formar la llanura de Aira, que contiene el área urbana principal. Las playas naturales permanecen en la costa que conduce a la ciudad de Kagoshima en el lado oeste y la costa cerca de la frontera con la ciudad de Kirishima en el lado este, pero el resto es una costa artificial formada por tierras recuperadas del mar. La parte norte de la ciudad de Aira está bordeada por montañas que pertenecen al Grupo Volcánico Kitasatsu, y la frontera con la ciudad de Satsumasendai en el lado noroeste casi forma la divisoria de aguas con la cuenca del río Sendai. Un afluente del río Beppu fluye entre estas montañas, y varias aldeas se han desarrollado a lo largo de él. Por otro lado, entre las ciudades de Kirishima y Kirishima, al noreste, se extiende una meseta continua llamada Jusanzukahara, a la que desembocan afluentes de los ríos Amikake y Hikiyama desde Kirishima.
Al suroeste, la cordillera Muregaoka, con una altitud de unos 500 metros, limita con la ciudad de Kagoshima y desciende abruptamente hacia las llanuras de Aira y la costa. Al norte de la cordillera Muregaoka, el río Omoi fluye desde Kagoshima, y este terreno relativamente bajo conecta con el centro de la antigua ciudad de Yoshida, que se fusionó con Kagoshima.
Un volcán que existió en la parte norte de la bahía de Kagoshima provocó una erupción conocida como la Gran Erupción de Aira hace unos 25.000 años, formando la Caldera de Aira. La ciudad de Aira se encuentra al noroeste de esta caldera, en el somma, y cuenta con un estrato llamado Shirasu, originado por flujos piroclásticos que surgieron durante una gran erupción. Otras características topográficas de la ciudad, originadas por la actividad volcánica, incluyen Yonemaru y el estanque Sumiyoshi, ambos considerados margas.
Aproximadamente el 65% de la superficie de Aira está cubierta de bosques. Las llanuras centrales son arrozales bien desarrollados, y la zona de la meseta que bordea la ciudad de Kirishima al noreste es una zona agrícola de altura.

### Municipalidades colindantes
Prefectura de Kagoshima
- Kagoshima
- Kirishima
- Satsuma
- Satsumasendai

### Clima
Aira tiene un clima subtropical húmedo (clasificación climática de Köppen Cfa). La temperatura media anual ronda los 17 °C y la precipitación anual es de unos 2200 mm. La mayor parte de las precipitaciones se concentra de junio a septiembre.
Los tifones suelen azotar Sakurajima desde el verano hasta el otoño. Además, Sakurajima se encuentra a unos 20 km al sur de la ciudad, y puede producirse ceniza volcánica cuando sopla viento del norte durante la actividad volcánica. Al igual que en otras ciudades, pueblos y aldeas de la parte continental de la prefectura de Kagoshima, el pronóstico de la dirección del viento sobre Sakurajima, que se informa en el pronóstico meteorológico, es motivo de gran preocupación.

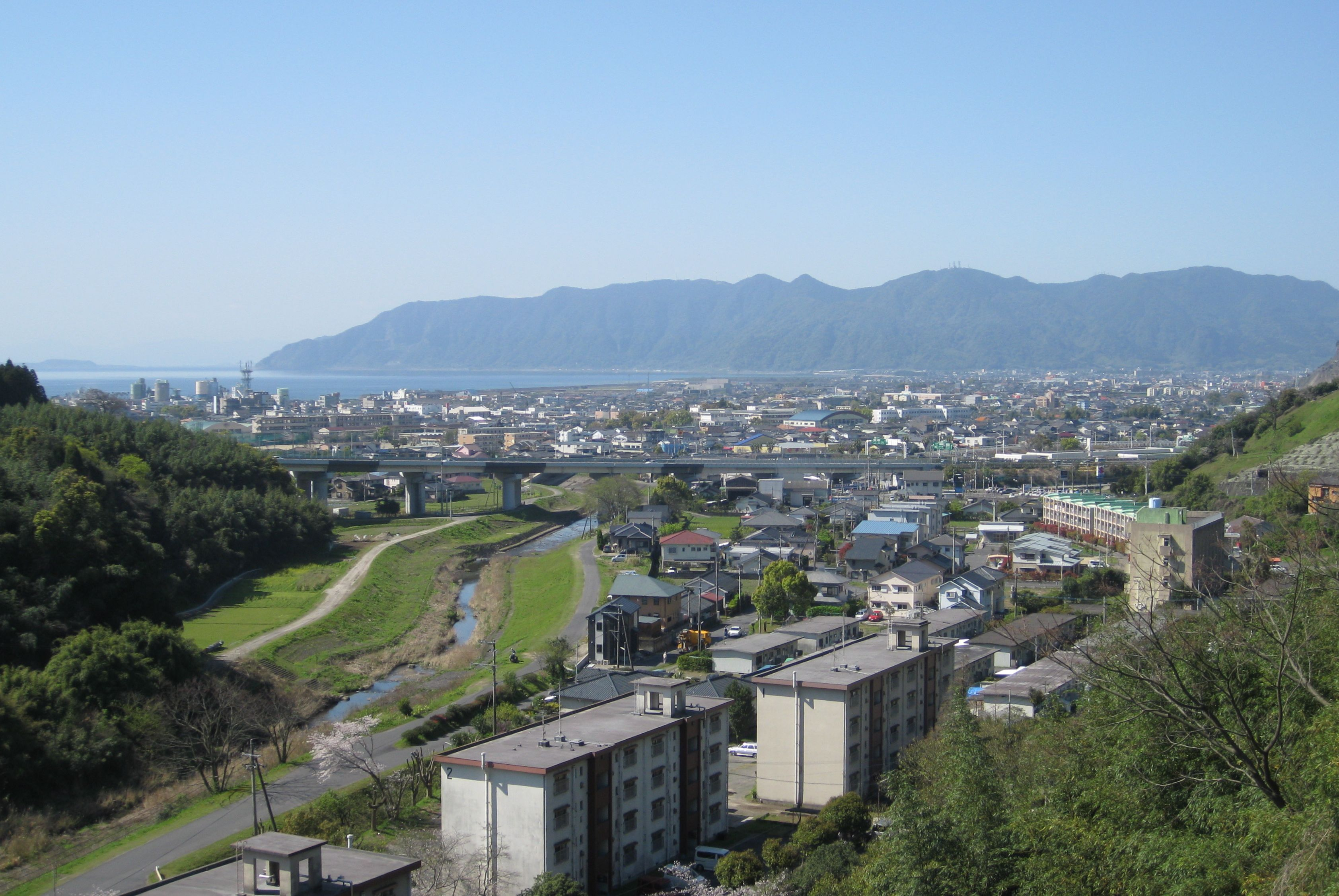
Vista panorámica de Aira

## Demografía
Según los datos del censo japonés, la población de Aira ha aumentado en los últimos 50 años.
| Gráfica de evolución demográfica de Aira entre 1940 y 2015 |
|                                                            |
| Oficina de Estadística de Japón                            |

## Historia
El área de Aira formaba parte de la antigua provincia de Ōsumi y existen evidencias de asentamientos continuos desde el Paleolítico japonés. La zona fue un bastión del pueblo Hayato, muchos de los cuales emigraron a este lugar tras ser expulsados de sus territorios en el centro de Kyushu, y fue uno de los escenarios de la Rebelión Hayato del año 720. Durante el período Heian, la zona quedó bajo el control del clan Okura, que afirmaba descender del emperador Ling de Han, cuyos descendientes huyeron a Japón. La región fue objeto de disputas durante el período Nanboku-chō, pasando gradualmente a estar bajo el control del clan Shimazu en el siglo XV. Durante el período Edo, la zona estuvo bajo el control del Dominio de Kagoshima. Tras la Restauración Meiji, las aldeas de Chōsa, Kajiki, Kamō, Mizobe, Shigetomi y Yamada se establecieron en el distrito de Aira el 1 de mayo de 1889, con la creación del sistema municipal moderno. Kajiki obtuvo el estatus de pueblo el 1 de junio de 1912, seguida por Kamō el 1 de noviembre de 1928. Kajiki fue bombardeada dos veces durante la Segunda Guerra Mundial, matando a 43 personas, incluyendo a 14 estudiantes de la antigua Escuela Secundaria Kajiki (actualmente la Escuela Secundaria Kajiki de la Prefectura de Kagoshima). El pueblo de Aira se fundó el 1 de enero de 1955 mediante la fusión del pueblo de Chōsa y la aldea de Shigetomi. Aira, Kajiki y Kamō se fusionaron para formar la ciudad de Aira el 23 de marzo de 2010.

## Economía
Aira tiene una economía mixta centrada en la agricultura, la pesca, la silvicultura, la industria ligera y el procesamiento de alimentos.